# يوفال نوح هراري
يوفال نوح هراري (مواليد 24 فبراير 1976)، (بالعبرية: יובל נח הררי) هو مؤرخ إسرائيلي وأستاذ جامعي في قسم التاريخ في الجامعة العبرية في القدس. وهو مؤلف كتاب العاقل: تاريخ مختصر للجنس البشري، وكتاب 21 درسا للقرن الواحد و العشرين(2018). كتاباته تتناول وتفحص مواضيع مهمة كالإرادة الحرة، الوعي وكذا الذكاء.
كتابات هراري الأولى تتناول مايسميه ب«الثورة الادراكية» التي حدثت قبل حوالي 50.000 سنة، عندما تمكن الهوموسابينز من التفوق على النيندارثالز، وذلك بتطويره المهارات اللغوية والهياكل الاجتماعية، وهذا ما جعله يرتقي هرم المفترسين، مستغلا «الثورة الزراعية» التي بدورها اعتمدت في وقت متأخر على المنهجية العلمية والتي مكنت الإنسان من السيطرة على محيطه بشكل شبه كامل.
كتبه اللاحقة أكثر حذرا، اذ تتناول النتائج البيوتكنولوجية التي ستخلق عالما يتفوق الذكاء الاصطناعي على خالقه البيولوجي، حيث قال «الهومو سابينس كما نعرفه سيختفي بعد قرن أو أكثر بقليل»

## السيرة
ولد هراري في إسرائيل، سنة 1976 حيث ترعرع في عائلة يهودية علمانية، في مدينة حيفا باسرائيل. هراري مثلي الجنس والتقى بزوجه سنة 2002.
يشتهر هراري بممارسته لطريقة الفيسبانا في التأمل، والتي بدأ ممارستها بينما كان طالبا في اوكسفورد سنة 2000, والتي يقول «غيرت حياتي» حيث يقوم بها يوميا لمدة ساعتين (ساعة صباحا والاخرى مساءا، كما انه يخصص شهرا أو أكثر من كل عام ينعزل فيه عن العالم، مكرسا اياها في التأمل الصامت دون كتب أو وسائل تواصل اجتماعي، يقول هراري في حديثه عن طريقة الفيسبانا «ما كنت لأكتب كتبي دون التركيز، الراحة والعمق الذي اكتسبته من ممارسة الفيسبانا ل 15 عشر سنة»
هراري نباتي، يقول أن هذا نتيجة لأبحاثه، هراري لا يملك هاتف محمول.

### المسيرة الأكاديمية
هراري متخصص في تاريخ القرون الوسطى والتاريخ العسكري ما بين 1993 و 1998 بالجامعة العبرية في القدس، ثم سافر لانجلترا ليتحصل على الدكتوراه من جامعة اوكسفورد سنة 2002, ثم عاد لاسرائيل للتدريس والقيام بدراسات اضافية
نشر هراري العديد من الكتب والمقالات، لكن شهرته وتأثيره العالمي جاء مع نشر كتابه العاقل: تاريخ مختصر للجنس البشري الذي نشر بالعبرية سنة 2011 وترجم في السنوات اللاحقة لأكثر من 30 لغة

## روابط خارجية
- يوفال نوح هراري على موقع مونزينجر (الألمانية)
- يوفال نوح هراري على موقع ميوزك برينز (الإنجليزية)

- الموقع الرسمي
- Meet the author – Yuval Harari video interview – بي بي سي نيوز
- Why fascism is so tempting -- and how your data could power it على يوتيوب